# Mir (település)

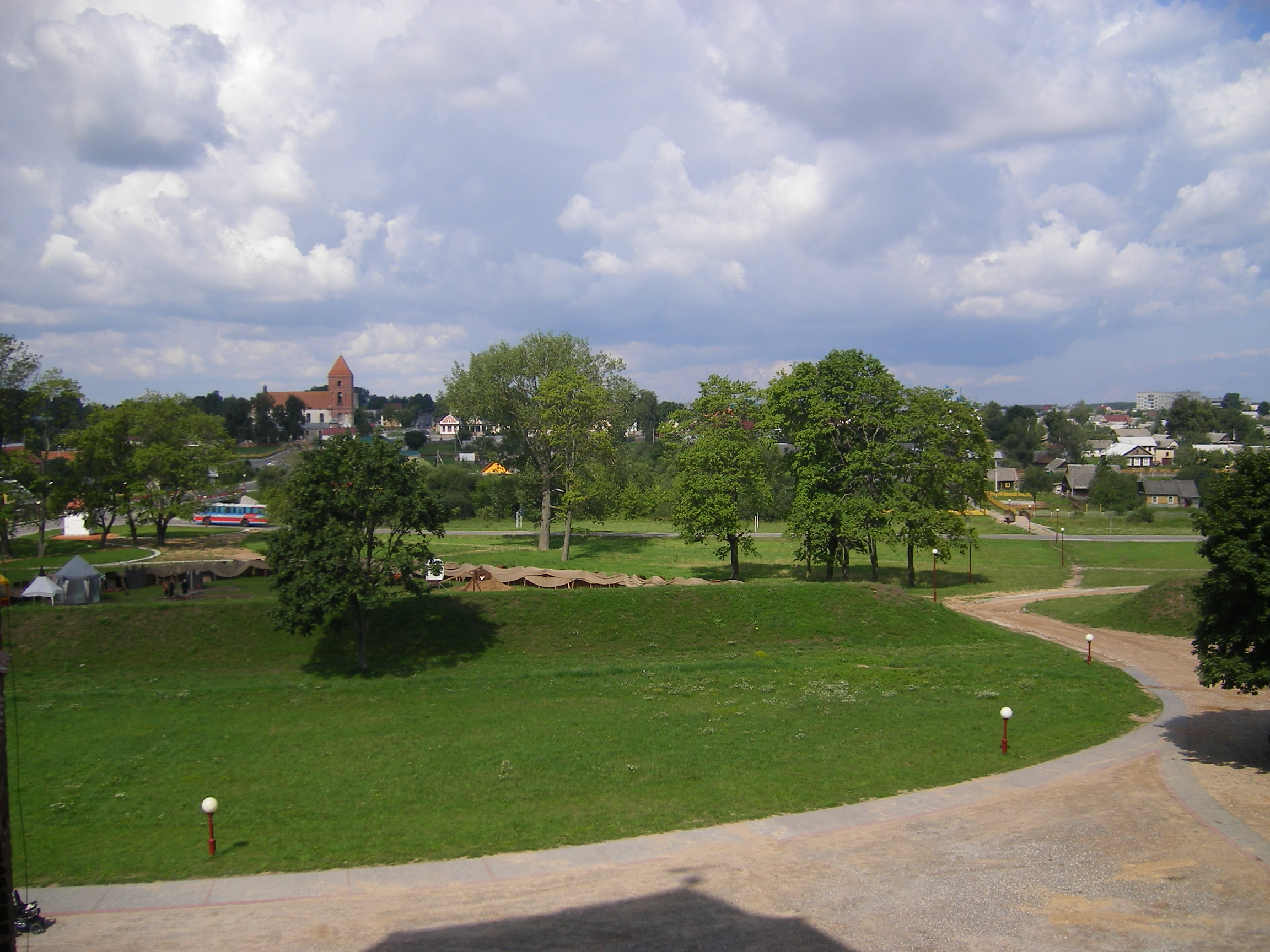
Mir látképe a várból

Mir (Мир) városi jellegű település Fehéroroszország nyugati részén, Minszktől 85 km-re délre; a Hrodnai terület Karelicsi járásában. A járási székhelytől 27 km-re délkeletre található. 1995-ben mintegy 2,6 ezer lakosa volt. Legfőbb nevezetessége a világörökség részét képező várkastély, melynek révén a bel- és külföldi idegenforgalom egyik fő célpontja az országban.

## Története
Mir első írásos említése 1395-ből származik. A 16. század elején a Litván Nagyfejedelemség fontos erőssége lett, ekkor építették várát. Az erőd fontos szerepet játszott az orosz-lengyel háborúban, amikor 1655-ben megostromolták. Később a svéd katonaság (1705-ben), majd Tadeusz Kościuszko hadai (1794-ben) is harcoltak falainál. 1812 júliusában és novemberében Napóleon és a cári hadsereg csapott össze Mirben. Az erőd és a hozzá tartozó kereskedőváros (amelynek lakosságát főként zsidók alkották, 1921-ben a lakosság 55%-át tették ki) 1828-ig a Radziwiłł-grófok birtoka volt. Az 1815-ben alapított miri jesiva a legfontosabb Talmud-iskola volt Kelet-Európában (1939-ig működött). 
1914-ben ismét hadszíntérré vált a város, ekkor pusztult el a vár melletti kastély is. 1941-1944 között a zsidó lakosságot a megszállók csaknem teljesen elpusztították (többségüket 1942 májusában lőtték agyon az erőd udvarában). 1940-től az 1960-as évek elejéig járási székhely volt.

## Gazdasága
Mir legfontosabb gazdasági ága az idegenforgalom. A településen szeszüzem és jelentős baromfitelep található.

## Látnivalók

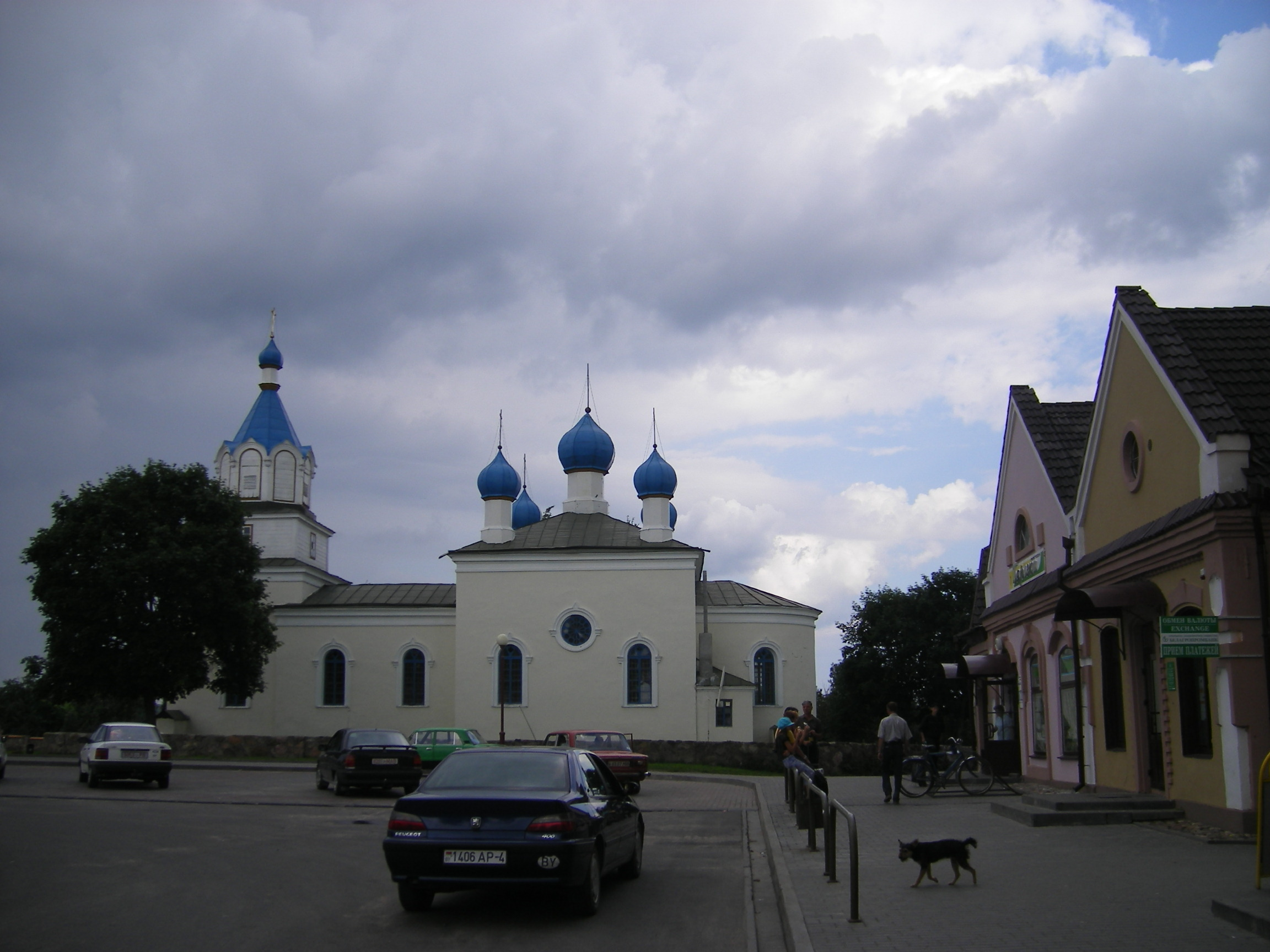
A Szentháromság-templom

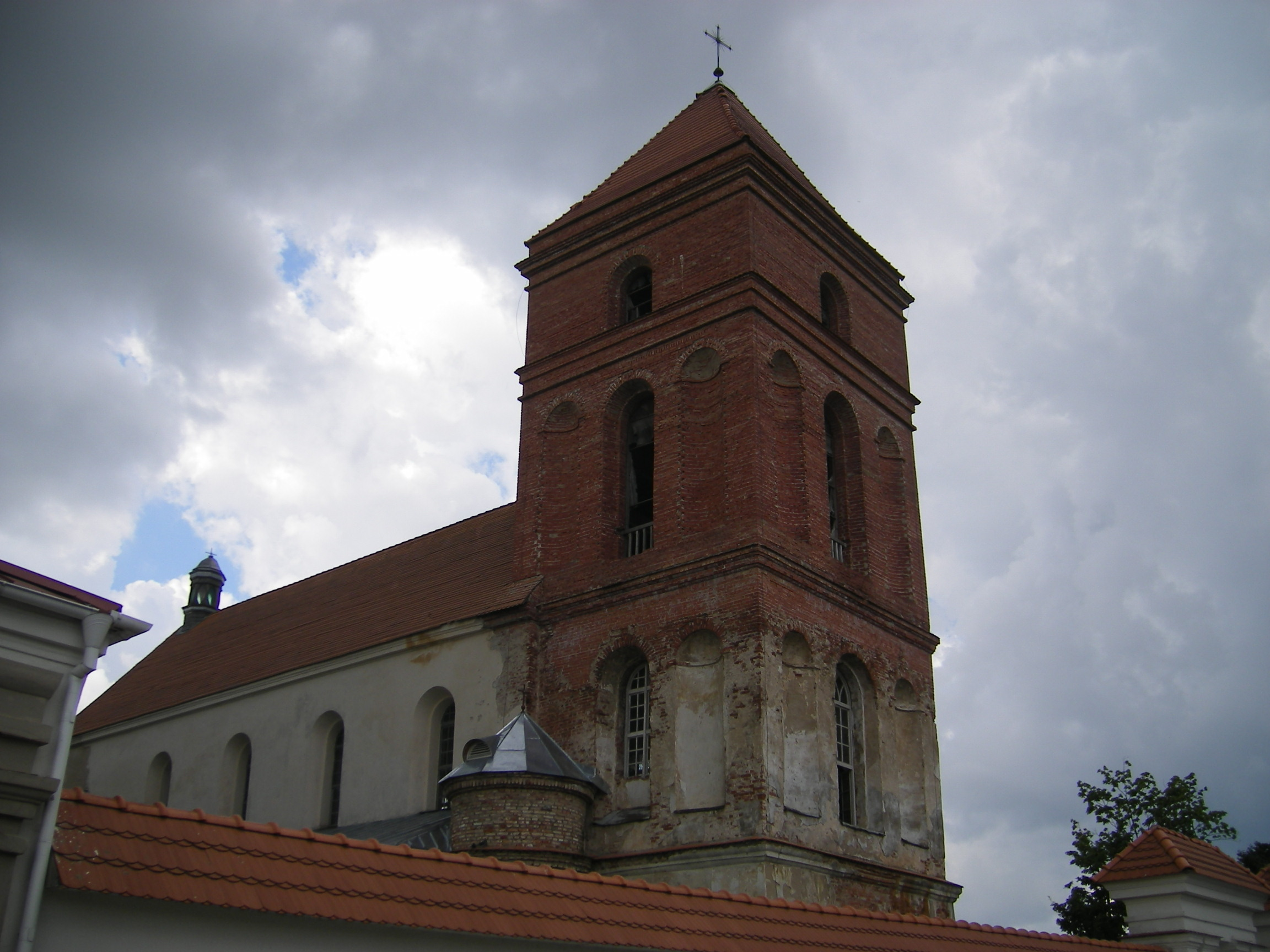
A Szt.Miklós-templom

Mir elsőszámú látványossága a miri várkastély a település keleti szélén, a Nyaszvizsba vezető országút mentén található.
Mir két fő tengelye a Krasznoarmejszkaja utca (mely a Nyaszvizs-Navahrudak közti P11-es út része) és a rá merőleges Szeptember 17-utca. Ezek kereszteződésénél található a Szeptember 17.-tér, amely ma is piacként szolgál. A tér déli oldalán áll az 1599-1605 között épült reneszánsz stílusú Szt. Miklós-templom, melynek kapuja a 19. század elejéről származik. A tér északi oldalán a Troickaja- (Szentháromság-) templom, mely eredetileg unitárius templomnak épült 1533-1550 között. 1865-ben oroszos stílusban átalakították.
A település egyéb nevezetességei:
- A Szent-György-templom 1910-ben épült, az ortodox temetőben található.
- A Szvjatopolk-Mirszkij-kápolna a vár melletti parkban áll, oroszos stílusban épült 1904-ben.
- Az egykor népes zsidó közösség emlékei a zsinagóga (1896), a temető (1598-ban nyitották meg) és a régi jesiva épülete.

## Külső hivatkozások
- Jurkau kutoczak — Юркаў куточак — Yury's Corner. Старажытнае дойлідства Міра
- Nevezetességek (oroszul)
- Honlap a városról (angolul)